# Gran Premio del Canada 2011
Il Gran Premio del Canada 2011 si è corso domenica 12 giugno 2011 sul Circuito Gilles Villeneuve a Montréal ed è stato il settimo appuntamento della stagione 2011 del Campionato mondiale di Formula 1. La gara è stata vinta dal britannico Jenson Button su McLaren-Mercedes, al suo decimo successo nel mondiale. Button ha preceduto sul traguardo le Red Bull Racing-Renault del tedesco Sebastian Vettel e dell'australiano Mark Webber.

## Vigilia

### Sviluppi futuri
La FIA rende noto un primo calendario per il 2012. Le gare salirebbero a 21 con il ritorno del Gran Premio degli Stati Uniti da disputarsi sul Circuito delle Americhe ad Austin; la gara in Turchia resta soggetta a necessità di conferma. Il presidente della FIA, Jean Todt, ha però affermato che il mondiale si disputerà su sole 20 gare.

### Aspetti tecnici
La Pirelli, fornitore unico degli pneumatici, annuncia per questo Gran Premio l'uso di coperture soft e supersoft.
In questo Gran Premio sono due le zone nelle quali potrà essere attivato il dispositivo DRS: sia sul lungo rettifilo denominato Droit du Casino che su quello finale.

### Aspetti sportivi
Il 3 giugno viene reinserito nel calendario mondiale il Gran Premio del Bahrain il 30 ottobre al posto del Gran Premio d'India che si disputerà l'11 dicembre. Il numero delle gare della stagione sale così a 20, ma vi sono forti perplessità in merito alla decisione, tanto che Bernie Ecclestone definisce improbabile una sua effettuazione. Il 9 giugno viene comunicata la definitiva cancellazione del gran premio del Bahrain per la stagione 2011.
La livrea della Renault R31, che ricorda quella di una marca di sigarette (John Player Special), sarebbe potuta incorrere nella violazione di particolari leggi anti-tabacco del Canada, e quindi sarebbe dovuta essere sostituita per questa gara. Tuttavia, dopo una serie di incontri con il Ministero della sanità del Québec è stata confermata la livrea adottata in tutti gli altri gran premi.
L'ex campione del mondo di F1 Emerson Fittipaldi è nominato commissario aggiunto dalla FIA per questo gran premio. Aveva già svolto tale funzione al Gran Premio d'Italia 2010.
Da questo gran premio il canadese Robert Wickens è pilota di riserva alla Virgin-Cosworth.
Nella prima sessione di prova del venerdì Daniel Ricciardo prende il posto di Sébastien Buemi alla STR-Ferrari e Nico Hülkenberg quello di Adrian Sutil alla Force India-Mercedes.

## Prove

### Resoconto
La prima sessione di prove libere è caratterizzata da un incidente di Sebastian Vettel della RBR-Renault, che sbatte al Muro dei Campioni. La sessione viene interrotta dalla bandiera rossa. Il miglior tempo è fatto segnare da Nico Rosberg della Mercedes, davanti a Fernando Alonso e Michael Schumacher. Al termine della sessione Sergio Pérez della Sauber-Ferrari accusa un malessere e viene così sostituito da Pedro de la Rosa, tester della McLaren, che nel 2010 ha corso quale titolare i primi gran premi della stagione proprio col team svizzero.
Nella seconda sessione il tempo migliore è stato fatto segnare da Fernando Alonso, che ha preceduto Sebastian Vettel e Felipe Massa. Sebastian Vettel, Kamui Kobayashi e Jérôme d'Ambrosio sono coinvolti in incidenti senza conseguenze.
Nell'ultima sessione il miglior tempo è stato fatto segnare da Vettel, davanti ad Alonso e Nico Rosberg. A meno di un minuto dal termine un incidente di Pedro de la Rosa alla curva 8 ha provocato l'esposizione della bandiera rossa con l'interruzione della sessione, che poi non è più ripartita.

### Risultati
Nella prima sessione del venerdì, si è avuta questa situazione:
| Pos | Nº | Pilota             | Costruttore | Tempo    | Gap    | Giri |
| --- | -- | ------------------ | ----------- | -------- | ------ | ---- |
| 1   | 8  | Nico Rosberg       | Mercedes    | 1'15"591 |        | 32   |
| 2   | 5  | Fernando Alonso    | Ferrari     | 1'16"139 | +0"548 | 27   |
| 3   | 7  | Michael Schumacher | Mercedes    | 1'16"549 | +0"958 | 30   |

Nella seconda sessione del venerdì, si è avuta questa situazione:
| Pos | Nº | Pilota           | Costruttore      | Tempo    | Gap    | Giri |
| --- | -- | ---------------- | ---------------- | -------- | ------ | ---- |
| 1   | 5  | Fernando Alonso  | Ferrari          | 1'15"107 |        | 34   |
| 2   | 1  | Sebastian Vettel | Red Bull-Renault | 1'15"476 | +0"369 | 29   |
| 3   | 6  | Felipe Massa     | Ferrari          | 1'15"601 | +0"494 | 33   |

Nella sessione del sabato mattina, si è avuta questa situazione:
| Pos | Nº | Pilota           | Costruttore      | Tempo    | Gap    | Giri |
| --- | -- | ---------------- | ---------------- | -------- | ------ | ---- |
| 1   | 1  | Sebastian Vettel | Red Bull-Renault | 1'13"381 |        | 21   |
| 2   | 5  | Fernando Alonso  | Ferrari          | 1'13"701 | +0"320 | 21   |
| 3   | 8  | Nico Rosberg     | Mercedes         | 1'13"919 | +0"538 | 29   |

## Qualifiche

### Resoconto
Nella prima fase Jaime Alguersuari viene eliminato assieme ai piloti delle scuderie Lotus, HRT e Virgin. Il belga della Virgin Jérôme d'Ambrosio non riesce a rientrare nel limite del 107%. Il miglior tempo viene fatto segnare dal ferrarista Fernando Alonso.
In Q2 il miglior tempo è fatto segnare dall'altro ferrarista Felipe Massa, davanti alle due RBR. Vengono eliminate le due Force India, le due Williams, le due Sauber e la STR di Buemi.
In Q3 è subito Mark Webber a far segnare il miglior tempo, poi battuto da Lewis Hamilton; tra i due prima si inserisce Petrov, poi Vettel stacca il miglior tempo. Webber torna secondo prima di essere preceduto dalle due Ferrari. Nell'ultimo tentativo Alonso scavalca Massa.
Sebastian Vettel conquista così la sua sesta pole stagionale, davanti ai due ferraristi Fernando Alonso e Felipe Massa.

### Risultati
Nella sessione di qualifica si è avuta questa situazione:
| Pos                         | Nº | Pilota             | Costruttore          | Q1       | Q2       | Q3       | Griglia |
| --------------------------- | -- | ------------------ | -------------------- | -------- | -------- | -------- | ------- |
| 1                           | 1  | Sebastian Vettel   | Red Bull-Renault     | 1'14"011 | 1'13"486 | 1'13"014 | 1       |
| 2                           | 5  | Fernando Alonso    | Ferrari              | 1'13"822 | 1'13"672 | 1'13"199 | 2       |
| 3                           | 6  | Felipe Massa       | Ferrari              | 1'14"026 | 1'13"431 | 1'13"217 | 3       |
| 4                           | 2  | Mark Webber        | Red Bull-Renault     | 1'14"375 | 1'13"654 | 1'13"429 | 4       |
| 5                           | 3  | Lewis Hamilton     | McLaren-Mercedes     | 1'14"114 | 1'13"926 | 1'13"565 | 5       |
| 6                           | 8  | Nico Rosberg       | Mercedes             | 1'14"920 | 1'13"950 | 1'13"814 | 6       |
| 7                           | 4  | Jenson Button      | McLaren-Mercedes     | 1'14"374 | 1'13"955 | 1'13"838 | 7       |
| 8                           | 7  | Michael Schumacher | Mercedes             | 1'14"970 | 1'14"242 | 1'13"864 | 8       |
| 9                           | 9  | Nick Heidfeld      | Renault              | 1'15"096 | 1'14"467 | 1'14"062 | 9       |
| 10                          | 10 | Vitalij Petrov     | Renault              | 1'14"699 | 1'14"354 | 1'14"085 | 10      |
| 11                          | 15 | Paul di Resta      | Force India-Mercedes | 1'14"874 | 1'14"752 | N.D.     | 11      |
| 12                          | 12 | Pastor Maldonado   | Williams-Cosworth    | 1'15"585 | 1'15"043 | N.D.     | 12      |
| 13                          | 16 | Kamui Kobayashi    | Sauber-Ferrari       | 1'15"694 | 1'15"285 | N.D.     | 13      |
| 14                          | 14 | Adrian Sutil       | Force India-Mercedes | 1'14"931 | 1'15"287 | N.D.     | 15      |
| 15                          | 18 | Sébastien Buemi    | Toro Rosso-Ferrari   | 1'15"901 | 1'15"334 | N.D.     | 15      |
| 16                          | 11 | Rubens Barrichello | Williams-Cosworth    | 1'15"331 | 1'15"361 | N.D.     | 16      |
| 17                          | 17 | Pedro de la Rosa   | Sauber-Ferrari       | 1'16"229 | 1'15"587 | N.D.     | 17      |
| 18                          | 19 | Jaime Alguersuari  | Toro Rosso-Ferrari   | 1'16"294 | N.D.     | N.D.     | 18      |
| 19                          | 21 | Jarno Trulli       | Lotus-Renault        | 1'16"745 | N.D.     | N.D.     | 19      |
| 20                          | 20 | Heikki Kovalainen  | Lotus-Renault        | 1'16"786 | N.D.     | N.D.     | 20      |
| 21                          | 23 | Vitantonio Liuzzi  | HRT-Cosworth         | 1'18"424 | N.D.     | N.D.     | 21      |
| 22                          | 24 | Timo Glock         | Virgin-Cosworth      | 1'18"537 | N.D.     | N.D.     | 22      |
| 23                          | 22 | Narain Karthikeyan | HRT-Cosworth         | 1'18"574 | N.D.     | N.D.     | 23      |
| Tempo limite 107%: 1'18"989 |    |                    |                      |          |          |          |         |
| NQ                          | 25 | Jérôme d'Ambrosio  | Virgin-Cosworth      | 1'19"414 | N.D.     | N.D.     | 24      |

Con i tempi in grassetto sono visualizzate le migliori prestazioni in Q1, Q2 e Q3.

## Gara

### Resoconto
Il belga della Virgin-Cosworth D'Ambrosio viene fatto partecipare alla gara pur avendo superato il limite del 107% durante le prove. Jaime Alguersuari della STR parte dalla corsia dei box per aver sostituito la barra di torsione.
La pista è bagnata, per tale ragione le vetture vengono fatte partire in regime di safety car. Tutti montano gomme da bagnato. Dopo quattro giri la vettura di sicurezza abbandona il tracciato: Fernando Alonso attacca Vettel, ma senza successo, mentre Mark Webber va in testacoda per un contatto con Lewis Hamilton. Michael Schumacher e Hamilton passano Jenson Button, complice un largo di quest’ultimo. Al giro seguente Hamilton attacca il tedesco che si difende bene al tornantino e Hamilton va lungo venendo risuperato da Button.
Al giro 8 Hamilton tenta di riprendersi la posizione sul compagno di scuderia sul rettilineo dei box ma sbaglia valutazione cercando di infilarsi in uno spazio troppo stretto. La sua vettura colpisce quella del compagno e quindi il muretto. Hamilton è costretto al ritiro, ma per togliere la sua monoposto dal tracciato deve entrare nuovamente la vettura di sicurezza.
Al giro 13 la gara riprende normalmente, ma Button, che nel frattempo ha montato le intermedie viene penalizzato con un drive-through per aver ecceduto il limite di velocità imposto in regime di safety car e scivola al 15º posto. È sempre in testa Vettel, davanti alle due Ferrari, le due Mercedes, Kamui Kobayashi, le due Renault e Mark Webber.

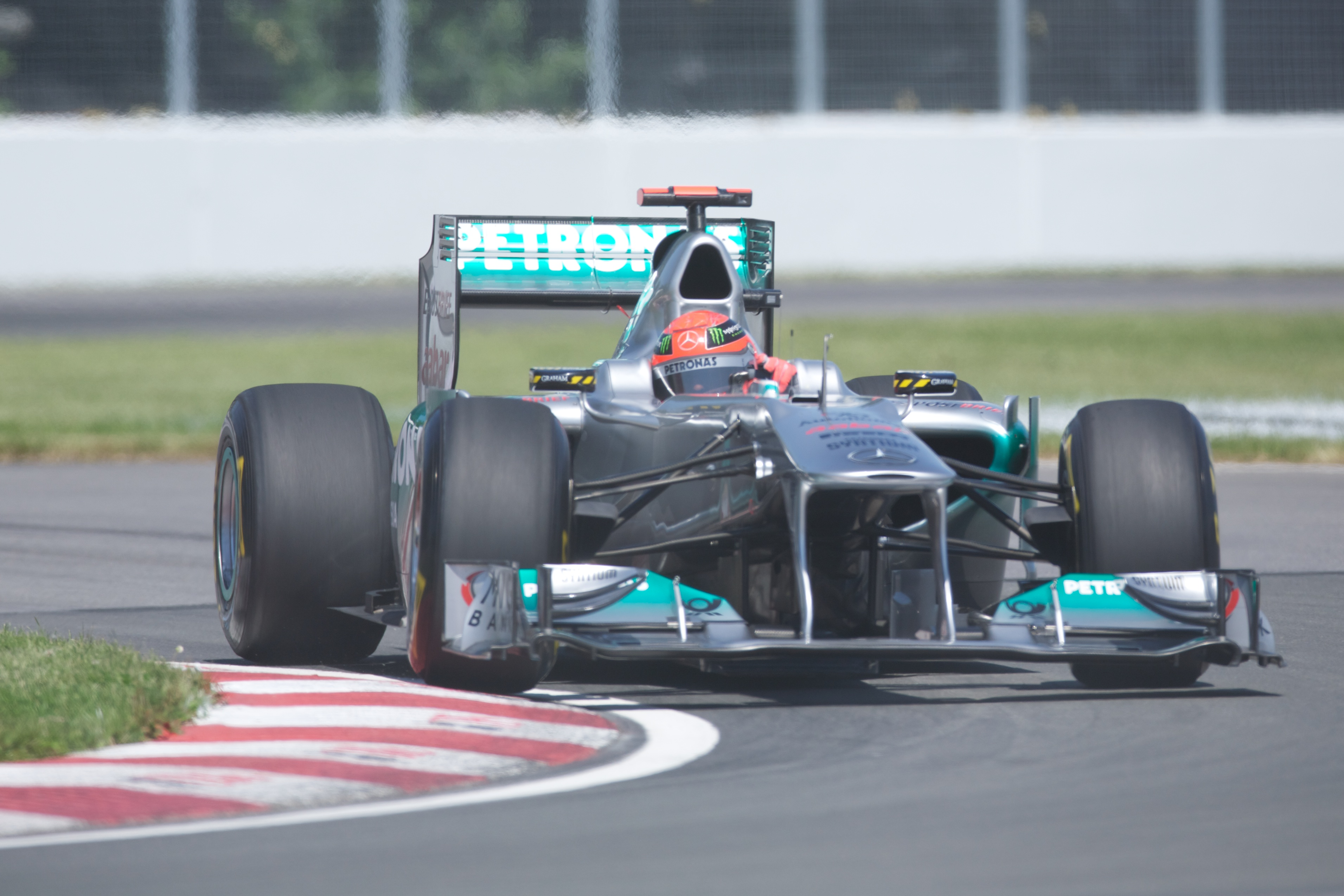
Michael Schumacher conquista un ottimo quarto posto a Montréal.

Nei giri seguenti Webber recupera due posizioni ai danni delle Renault, mentre Button risale molto rapidamente con le gomme intermedie, tanto che al giro 17 anche Alonso e Rosberg decidono di rientrare a montarle, seguiti da Schumacher al giro 19. La pioggia però aumenta di intensità e costringe ad una nuova neutralizzazione della gara con la safety car nel corso del giro 20. Alonso, Rosberg, Button e Schumacher sono quindi costretti a rientrare ai box per montare nuovamente le gomme da bagnato, mentre Vettel e Massa, che avevano mantenuto le gomme da bagnato con cui erano partiti, montano un nuovo set della stessa mescola; Webber effettua un pit stop nel quale monta gomme da bagnato nuove e sostituisce il volante. Al giro 25 l'intensità della pioggia costringe la direzione gara ad esporre la bandiera rossa. In testa c'è ancora Vettel, davanti a Kobayashi, Massa, le due Renault di Heidfeld e Petrov, di Resta, Webber, Alonso, de la Rosa e Button. Di questi le Sauber, le Renault e di Resta non hanno effettuato alcuna sosta.
La corsa viene interrotta per oltre due ore; sul tracciato vengono effettuati dei lavori per tentare di asciugare in qualche modo la pista. La gara riparte dietro la safety car e prosegue con questo regime per ben 9 giri. D'Ambrosio in regime di vettura di sicurezza monta le intermedie e viene penalizzato con un drive-through. Alla ripartenza al giro 35, Massa passa Kobayashi che però poco dopo si riprende la posizione. Tutti i piloti della top ten vanno subito ai box per montare le intermedie, ad eccezione di Vettel. Al giro 37, Alonso tocca Button nel tentativo di passarlo, la vettura si ferma in bilico su un cordolo, costringendolo al ritiro e provocando nuovamente l'entrata della vettura di sicurezza.
Al giro 38 Vettel monta le intermedie sfruttando la safety car e rimane al comando, mentre Button è costretto ad un'ulteriore sosta, nella quale sostituisce la gomma bucata nel contatto con il ferrarista. L'inglese si trova ventunesimo e ultimo. Al giro 40 la safety car si fa da parte nuovamente. Sebastian Vettel guida davanti a Kobayashi, Massa, Heidfeld, di Resta, Webber e Schumacher, tutti con gomme intermedie. Il tedesco della Mercedes passa l'australiano due giri dopo, mentre Paul di Resta è costretto a sostituire il musetto per un contatto con Heidfeld. Poco dopo Michael Schumacher passa anche Heidfeld issandosi al quarto posto. Nelle retrovie Button con una serie di sorpassi si porta in zona punti. Drive-Through anche per Sutil, per aver effettuato un sorpasso durante il regime di safety car, e per di Resta, per il contatto con Heidfeld.
Le condizioni della pista migliorano e permettono di rendere disponibile il DRS a partire dal giro 46. Schumacher si inserisce nella lotta tra Kobayashi e Massa conquistando il secondo posto. Anche Massa passa il giapponese. La pista tende ad asciugarsi rapidamente, tanto che Webber al giro 51 decide di montare le slick, subito imitato da Button, in quel momento decimo. Al giro successivo anche Schumacher e Massa montano le gomme da asciutto; il brasiliano è però costretto a rientrare nuovamente per sostituire il musetto danneggiato a causa di un contatto con il muro dopo aver evitato una HRT in fase di doppiaggio. Al giro 53 il leader della gara Vettel monta le gomme slick, seguito da tutti gli altri che non si erano ancora fermati. Dietro a Vettel ora c'è Schumacher seguito da Webber e Button, che sale al quarto posto passando Heidfeld e Kobayashi in rapida successione. Al 56º giro avviene un contatto tra Nick Heidfeld e Kamui Kobayashi. Il tedesco perde il musetto e la sua monoposto sbatte violentemente contro il muretto e termina la corsa in una via di fuga. I detriti della sua vettura costringono ad una nuova entrata della safety car.
In regime di vettura di sicurezza, un commissario, entrato in pista per rimuovere dei detriti, scivola sul tracciato, ma viene evitato dalle vetture sopraggiungenti. La safety car rimane in pista fino al giro 60 e alla ripartenza Petrov scavalca Kobayashi e anche Rosberg e Massa guadagnano posizioni. Webber mette sotto pressione Schumacher finendo però lui per tagliare un paio di volte l'ultima chicane. Nel secondo caso ne approfitta Button che passa Webber al giro 64 e poi Schumacher un giro più tardi. Al giro 67 Webber passa Schumacher e si prende il terzo posto. Button, ancora in piena rimonta, recupera due secondi a Vettel e nell'ultimo giro pressa il tedesco e lo induce all'errore; il britannico va quindi a vincere per la decima volta in carriera, davanti a Vettel, Webber, Schumacher e Petrov. Proprio sul traguardo Massa precede Kobayashi e conquista il sesto posto per soli 45 millesimi. 
Con un tempo di 4 ore, 4 minuti, 39 secondi e 537 millesimi (tenendo conto della regola introdotta nel 2005, per la quale i cronometri della gara non vengono fermati durante il regime di bandiera rossa e quindi l'interruzione viene considerata parte dell'evento) diventa la gara più lunga della storia del mondiale di Formula 1. Il precedente record di durata, escludendo le edizioni della 500 miglia di Indianapolis valevoli come gara del campionato del mondo tra il 1950 e il 1960, spettava al Gran Premio di Germania 1954 con 3 ore, 45 minuti, 45 secondi e 8 decimi. A seguito di quanto accaduto in questo Gran Premio, la FIA decise di introdurre dalla successiva stagione 2012 un limite di 4 ore di durata massima di una gara, tenendo conto dei periodi di sospensione della corsa, mantenendo il limite di 2 ore di corsa attiva in pista. Dal 2021, il limite è stato abbassato da 4 a 3 ore e ciò rende il record stabilito in questa gara non più battibile a partire da quella stagione. 
Oltre al record di durata, in questa gara vengono stabiliti anche altri quattro record: 
- gara con la velocità media più bassa: 74,864 km/h, mantenuto fino allo svolgimento del Gran Premio del Giappone 2022, che è stato completato dal vincitore Max Verstappen con una media di 53,582 km/h;[23]
- maggior numero di interventi della safety car: 6;
- numero di sorpassi compiuti nell'arco di una gara sul bagnato: 89, poi battuto nel corso del Gran Premio del Brasile 2012, con 147 sorpassi;[24]
- maggior numero di passaggi in pit lane effettuati dal pilota vincitore: 6 (di cui 5 pit stop e un drive-through); questo record verrà poi eguagliato da Max Verstappen nel Gran Premio d'Olanda 2023, in quel caso con 6 pit stop.

### Risultati
I risultati del gran premio sono i seguenti:
| Pos | Nº | Pilota             | Costruttore          | Giri | Tempo/Ritiro                | Griglia | Punti |
| --- | -- | ------------------ | -------------------- | ---- | --------------------------- | ------- | ----- |
| 1   | 4  | Jenson Button      | McLaren-Mercedes     | 70   | 4h04'39"537                 | 7       | 25    |
| 2   | 1  | Sebastian Vettel   | Red Bull-Renault     | 70   | +2"709                      | 1       | 18    |
| 3   | 2  | Mark Webber        | Red Bull-Renault     | 70   | +13"828                     | 4       | 15    |
| 4   | 7  | Michael Schumacher | Mercedes             | 70   | +14"219                     | 8       | 12    |
| 5   | 10 | Vitaly Petrov      | Renault              | 70   | +20"395                     | 10      | 10    |
| 6   | 6  | Felipe Massa       | Ferrari              | 70   | +33"225                     | 3       | 8     |
| 7   | 16 | Kamui Kobayashi    | Sauber-Ferrari       | 70   | +33"270                     | 13      | 6     |
| 8   | 19 | Jaime Alguersuari  | Toro Rosso-Ferrari   | 70   | +35"964                     | 18      | 4     |
| 9   | 11 | Rubens Barrichello | Williams-Cosworth    | 70   | +45"117                     | 16      | 2     |
| 10  | 18 | Sébastien Buemi    | Toro Rosso-Ferrari   | 70   | +47"056                     | 15      | 1     |
| 11  | 8  | Nico Rosberg       | Mercedes             | 70   | +50"454                     | 6       |       |
| 12  | 17 | Pedro de la Rosa   | Sauber-Ferrari       | 70   | +1'03"607                   | 17      |       |
| 13  | 23 | Vitantonio Liuzzi  | HRT-Cosworth         | 69   | +1 giro                     | 21      |       |
| 14  | 25 | Jérôme d'Ambrosio  | Virgin-Cosworth      | 69   | +1 giro                     | 24      |       |
| 15  | 24 | Timo Glock         | Virgin-Cosworth      | 69   | +1 giro                     | 22      |       |
| 16  | 21 | Jarno Trulli       | Lotus-Renault        | 69   | +1 giro                     | 19      |       |
| 17  | 22 | Narain Karthikeyan | HRT-Cosworth         | 69   | +1 giro                     | 23      |       |
| 18  | 15 | Paul di Resta      | Force India-Mercedes | 67   | Incidente                   | 11      |       |
| Rit | 12 | Pastor Maldonado   | Williams-Cosworth    | 61   | Incidente                   | 12      |       |
| Rit | 9  | Nick Heidfeld      | Renault              | 55   | Collisione con K. Kobayashi | 9       |       |
| Rit | 14 | Adrian Sutil       | Force India-Mercedes | 49   | Incidente                   | 14      |       |
| Rit | 5  | Fernando Alonso    | Ferrari              | 36   | Collisione con J. Button    | 2       |       |
| Rit | 20 | Heikki Kovalainen  | Lotus-Renault        | 28   | Trasmissione                | 20      |       |
| Rit | 3  | Lewis Hamilton     | McLaren-Mercedes     | 7    | Collisione con J. Button    | 5       |       |

## Classifiche mondiali

### Piloti
| Pos | Pilota             | Punti |
| --- | ------------------ | ----- |
| 1   | Sebastian Vettel   | 161   |
| 2   | Jenson Button      | 101   |
| 3   | Mark Webber        | 94    |
| 4   | Lewis Hamilton     | 85    |
| 5   | Fernando Alonso    | 69    |
| 6   | Felipe Massa       | 32    |
| 7   | Vitaly Petrov      | 31    |
| 8   | Nick Heidfeld      | 29    |
| 9   | Michael Schumacher | 26    |
| 10  | Nico Rosberg       | 26    |
| 11  | Kamui Kobayashi    | 25    |
| 12  | Adrian Sutil       | 8     |
| 13  | Sébastien Buemi    | 8     |
| 14  | Jaime Alguersuari  | 4     |
| 15  | Rubens Barrichello | 4     |
| 16  | Sergio Pérez       | 2     |
| 17  | Paul di Resta      | 2     |

### Costruttori
| Pos | Team                 | Punti |
| --- | -------------------- | ----- |
| 1   | Red Bull-Renault     | 255   |
| 2   | McLaren-Mercedes     | 186   |
| 3   | Ferrari              | 101   |
| 4   | Renault              | 60    |
| 5   | Mercedes             | 52    |
| 6   | Sauber-Ferrari       | 27    |
| 7   | Toro Rosso-Ferrari   | 12    |
| 8   | Force India-Mercedes | 10    |
| 9   | Williams-Cosworth    | 4     |

## Decisioni della FIA
Al termine della gara, Narain Karthikeyan è stato penalizzato di venti secondi sul tempo totale per aver tagliato la chicane e tratto un vantaggio. 
La sua posizione d'arrivo peggiora da quattordicesimo a diciassettesimo.
I commissari non hanno invece penalizzato Jenson Button per le sue collisioni con Lewis Hamilton e Fernando Alonso, avendo ritenuto che nessun pilota fosse da incolpare in nessuno dei due incidenti.